# Life by Misadventure
Life by Misadventure è il secondo album in studio del cantautore britannico Rag'n'Bone Man, pubblicato il 7 maggio 2021 dalla Sony Music.

## Descrizione
Il secondo progetto discografico del cantautore britannico è stato prodotto dal polistrumentista Mike Elizondo a Nashville, Tennessee. Altri collaboratori nella produzione e scrittura dei brani sono Ben Jackson-Cook, Bill Banwell, Desri Ramus, Daru Jones e Wendy Melvoin.

## Accoglienza
| Recensione       | Giudizio |
| ---------------- | -------- |
| Evening Standard |          |
| The Independent  |          |
| NME              |          |
| Clash            | 7/10     |
| The Guardian     |          |

Il progetto discografico è stato accolto con giudizi tendenzialmente positivi dalla critica musicale.
Michael Cragg per The Guardian afferma che lo sviluppo del cantautore britannico rivela dei gusti artistici delicati, tuttavia man mano che si procede con l'ascolto «l'album inizia presto a cedere, con l'approccio della voce dell'artista all'emozione, che l'aumenta di volume, talmente tanto che alla fine travolge le canzoni più deboli».
Josh Abraham di Clash Magazine vede positivamente il trasferimento del cantautore a Nashville, affermando:« Una cosa che Rag'n'Bone Man ha fatto diversamente rispetto al suo lavoro precedente è viaggiare a oltreoceano, negli Stati Uniti; [...] Ciò ha permesso di sperimentare con la sua voce, che è in grado di combinare blues, soul e un assaggio di country». Sulla stessa linea di pensiero si muove il critico musicale David Smyth, che scrivendo per Evening Standard descrive l'atteggiamento del cantante come « Una mossa coraggiosa, un tentativo di convertire il mercato musicale che finora non è caduto per lui: l'America». Nonostante ciò afferma che «Tralasciando la ballata con Pink, quello che risalta è la qualità delle strofe e non la voce di Rag'n'Bone Man».
El Hunt di NME risulta più critico nei confronti del progetto, scrivendo:« C'è da chiedersi se Rag'N'Bone Man avrebbe potuto fare meglio se lasciato a se stesso, perché sfortunatamente Life in Misadventure è un'altra corsa senza senso sulla ruota panoramica del retro-soul» proseguendo «un cliché di testi che dicono davvero molto poco,  cosa dovremmo ascoltare rimane un mistero. Nella musica, ci sono poche cose più stancanti di un artista ossessionato dall'idea di autenticità, che di solito dimenticano come divertirsi con il pubblico. E questa è una trappola in cui il secondo album di Rag'N'Bone Man Life in Misadventure cade direttamente».

## Tracce
1. Fireflies – 3:18
2. Breath in Me – 2:55
3. Fall in Love Again – 2:42
4. Talking To Myself – 3:59
5. Anywhere Away from Here – 3:58
6. Alone – 4:36
7. Crossfire – 3:38
8. All You Ever Wanted – 3:06
9. Changing of the Guard – 3:25
10. Somewhere Along The Way – 4:16
11. Time Will Only Tell – 2:55
12. Lightyears – 3:13
13. Party’s Over – 3:39
14. Old Habits – 4:26

## Classifiche

### Classifiche settimanali
| Classifica (2021) | Posizione massima |
| ----------------- | ----------------- |
| Australia         | 4                 |
| Austria           | 7                 |
| Belgio (Fiandre)  | 7                 |
| Belgio (Vallonia) | 7                 |
| Croazia           | 24                |
| Francia           | 24                |
| Germania          | 5                 |
| Irlanda           | 3                 |
| Nuova Zelanda     | 23                |
| Paesi Bassi       | 5                 |
| Polonia           | 41                |
| Regno Unito       | 1                 |
| Repubblica Ceca   | 69                |
| Slovacchia        | 66                |
| Spagna            | 86                |
| Svizzera          | 3                 |

### Classifiche di fine anno
| Classifica (2021) | Posizione |
| ----------------- | --------- |
| Regno Unito       | 20        |
| Svizzera          | 73        |